# Jerry Aronson
Jerry Aronson (* 2. April 1945) ist ein US-amerikanischer Filmproduzent, Filmregisseur und Filmschaffender, der 1979 für einen Oscar nominiert war.

## Biografie
Aronson begann 1973 mit einem Produktionsprogramm für Filmstudien an der University of Colorado Boulder (kurz CU Boulder). Er setzte sich voll dafür ein und nahm auch an vielen Auktionen teil, um eine Ausrüstung für ein Filmstudienprogramm zusammenzubekommen. Zusammen mit dem Kanzler der CU Boulder Corbridge und dem Vorsitzenden Virgil Grillo war er maßgeblich daran beteiligt, die maßgeblichen Personen davon zu überzeugen, Filmstudien 1989 im dritten Anlauf den Status eines Abschlusses zu verleihen. Sein Programm wuchs schnell von 50 selbststrukturierten Hauptfächern für Studenten auf weit über 400 an. Aronson wurde 1991 von der American Academy of Arts and Sciences zum Berater des Jahres ernannt und erhielt 2006 den Boulder Faculty Assembly Excellence in Teaching Award. Jerry Aronson gehörte der University of Colorado Boulder 36 Jahre an, bevor er 2008 in den Ruhestand ging. Während seiner Zeit an der CU Boulder war er Ausbilder und Senior Instructor. Auch unterrichtete er im Fach Filmproduktion für fortgeschrittene Studenten mit entsprechendem Vorwissen.
Aronson brachte es neben seiner Lehrertätigkeit zudem zu einem angesehenen Dokumentarfilmer. So war er für und mit seinem Dokumentar-Kurzfilm The Divided Trail: A Native American Odyssey 1979 für einen Oscar in der Kategorie „Bester Dokumentar-Kurzfilm“ für einen Oscar nominiert und konnte 1980 den Hauptpreis des Aspen Film Festivals für den in einer Sondersendung ausgestrahlten Film innerhalb der PBS-Serie mit dem Titel Matters of Life and Death entgegennehmen.
Einer seiner bekanntesten Filme ist der Dokumentarfilm über den US-amerikanischen Dichter der Beat Generation Allen Ginsberg The Life and Times of Allen Ginsberg, für und mit dem er mit dem  Internationalen Documentary Association Award 1993 ausgezeichnet wurde und Finalist für den Peabody Award war sowie diverse weitere nationale wie auch internationale Auszeichnungen auf zahlreichen Vorführungen erhielt. Eine aktualisierte Version dieses Films kam 2004 in die Kinos, 2008 erschien eine DVD-Version. Seine sechsstündige Dokumentarfilm-Miniserie American Music: The Roots of Country wurde 1996 von TBS und TNT mit großem Erfolg ausgestrahlt.
Aronson erhielt Stipendien vom National Endowment for the Arts und vom National Endowment for the Humanities. Er arbeitete bei einem seiner Projekte mit Stan Brakhage zusammen und war an zahlreichen Theaterproduktionen beteiligt. Zu seinen weiteren preisgekrönten Filmen zählen Fun With Lines, Old Glory Marching Society, Superstars und Options. Chasing Ice, den Aronson 2012 mitproduzierte und der im Programm von SundanceTV Premiere hatte und sowohl auf dem National Geographic Channel als auch auf Netflix zu sehen war, wurde 2014 mit einem Emmy ausgezeichnet. Der Dokumentarfilm beschäftigt sich mit dem Klimawandel.

## Filmografie (Auswahl)
- 1977: The Divided Trail: A Native American Odyssey (Dokumentar-Kurzfilm; Regie, Produzent)
- 1989: The Forgotten One (Produktionskoordinator)
- 1993: Cannibal! The Musical (Produktionsberater)
- 1993: The Life and Times of Allenn Ginsberg (Regie, Produzent)
- 1994: American Masters (Fernsehserie, 1 Folge Biografie; Regie)
- 1996: America’s Music: The Roots of Country (Miniserie; Regie)
- 2009: Hillmon’s Bones (Video; kreativer Berater)
- 2010: Howl – Das Geheul (Archivmaterial)
- 2010: William S. Burroughs: A Man Within (Archivmaterial)
- 2011: Magic Trip: Ken Kesey’s Search for a Kool Place (Archivmaterial)
- 2012: Chasing Ice (Dokumentarfilm; Produzent)
- 2012: Born & Raised (Produzent)
- 2016: Learning to See: The World of Insects (Produzent)
- 2017: Chasing Coral (Redaktionsberater)
- 2017: Maryville Kids (Kurzfilm; Storyberater)

## Auszeichnungen (Auswahl)
- Oscarverleihung 1979: nominiert für den Oscar für und mit dem Film The Divided Trail: A Native American Odyssey in der Kategorie „Bester Dokumentar-Kurzfilm“
- International Documentary Association 1993: Gewinner des IDA Award für und mit dem Film The Life and Times of Allen Ginsberg
- Sundance Film Festival 1993: nominiert für den Grand Jury Prize für und mit dem Film The Life and Times of Allen Ginsberg
- Boulder International Film Festival 2007: Gewinner des BIFF Awards/Commitment to Education Award
- News & Documentary Emmy Award 2014: Gewinner Emmy für und mit Chasing Ice
- AIFA Fest 2019: Gewinner des Artistic Achievement Awards für und mit dem Film The Divided Trail: A Native American Odyssey